# 糖耐量试验
糖耐量试验（glucose tolerance test, GTT）或葡萄糖耐受試驗，简称耐糖試驗，是一种测试血糖在人体内代谢水平的医学实验，作为诊断糖尿病前期和糖尿病的重要方法之一。

## 原理
正常人服用或注射一定量葡萄糖后，血糖浓度会暂时升高，随后因暂时的高血糖刺激胰岛素分泌增多，促使大量葡萄糖合成肝糖原贮存，使血糖在短时间内又降至空腹水平，此现象称为耐糖现象。但是，糖尿病患者或糖尿病前期亚健康人，因糖代谢失常，此试验会使血糖急剧升高，且在短时间不能降至空腹水平，此称为耐糖异常。
口服葡萄糖后2小时血浆葡萄糖（2 hour plasma glucose，2h-PG）是诊断糖尿病的重要依据。

## 类型
- 口服葡萄糖耐量试验（OGTT）或口服耐糖試驗[4]，其具体步骤是要求被测试对象在空腹情况，喝下 75克无水葡萄糖溶解于水的溶液，或 82.5克市售「葡萄糖粉」（一水结晶葡萄糖粉，dextrose monohydrate）的水溶液，然后在两小时测试血糖变化情况。儿童按 1.75克/公斤计算，但不超过 75克。

- 有静注葡萄糖耐量试验（IGTT[5]，IVGTT[6]）或靜注耐糖試驗[7]，对于胃肠道手术或胃肠功能紊乱影响糖吸收的患者，应采用此试验，但缺点是高浓度的葡萄糖易致血栓静脉炎。

## 用途

### 诊断
根据世界卫生组织颁布的标准，如果在糖耐量测试中，2小时后血糖高于 11.1 mmol/l，则可以确诊为糖尿病。
由于该测试是属于口服血糖来增加血糖水平值，当病人已被确诊为糖尿病时不宜做此项试验，所以仅对血糖高于正常值而又未达到诊断糖尿病标准时才进行试验。但是这个试验所导致的血糖增高仅仅是暂时的，患者不用担心会由于这项试验导致病情恶化。如果患者实在不适宜做此项检查，还有其他的糖尿病检测方法，如糖化血红蛋白和糖化血浆白蛋白进行测定。

### 妊娠筛查
对既往无糖尿病史的孕妇，在孕24~28周进行75g口服葡萄糖耐量试验。